# Ironheart
Ironheart és una sèrie de televisió estunidenca creada per Chinaka Hodge per al servei de streaming Disney+, basada en el personatge de Marvel Comics del mateix nom. És l'onzena sèrie de televisió del Marvel Cinematic Universe (MCU) produïda per Marvel Studios, compartint continuïtat amb les pel·lícules de la franquícia. Hodge actua com a escriptora principal.
Dominique Thorne interpreta a Riri Williams a la sèrie. La sèrie es va anunciar el desembre de 2020, juntament amb el càsting de Thorne. Hodge va ser contractada l'abril de 2021, amb càstings addicionals revelats el febrer de 2022. Sam Bailey i Angela Barnes es van unir per dirigir l'abril de 2022.El rodatge va començar als Trilith Studios d'Atlanta, Geòrgia a principis de juny, i  a Chicago entre octubre i novembre.
Ironheart s'estrenà a Disney+ el 24 de juny de 2025 i consta de sis episodis. És la conclusió de la cinquena fase de l'MCU.

## Repartiment
- Dominique Thorne com a Riri Williams / Ironheart: una inventora que crea una armadura que rivalitza amb la de Tony Stark / Iron Man.
- Anthony Ramos com Parker Robins / The Hood: un aliat de Williams que vesteix una caputxa que li permet apropar-se a les arts fosques i la màgia.[3]
- Harper Anthony[7]
- Manny Montana[8]
- Alden Ehrenreich[9]
- Shea Couleé[10]
- Zoe Terakes[11]
- Lyric Ross com la millor amiga de Williams.[12]
- Regan Aliyah
- Shakira Barrera